# ヘーレンフェーン

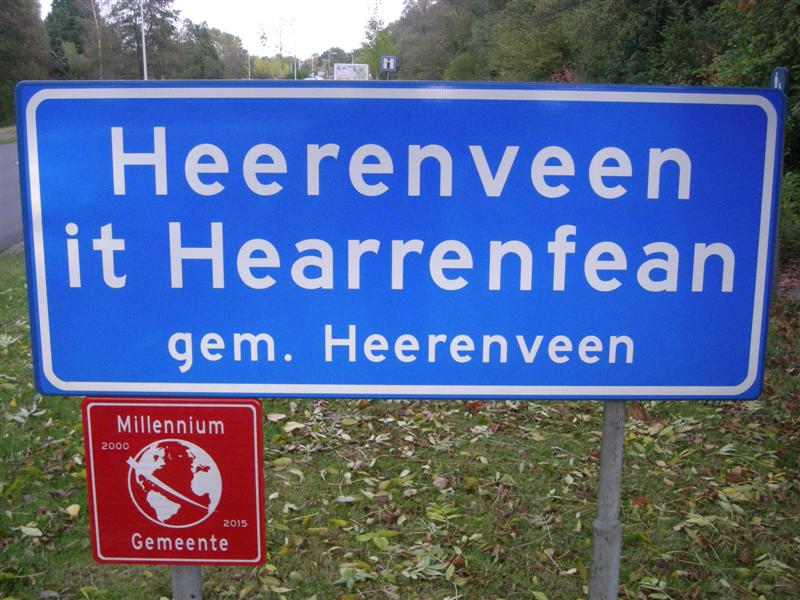
オランダ語とフリジア語で

ヘーレンフェーン（蘭: Heerenveen [ˌɦeːrə(n)ˈveːn] ( 音声ファイル)、フリジア語：It Hearrenfean [ət ˌjɛrn̩ˈfɪən] ( 音声ファイル)）は、オランダ北部のフリースラント州の基礎自治体(ヘメーンテ)。
2017年の人口は5万201人。
州都レーワルデンの東南東約29km、首都アムステルダムの北東95kmに位置する。

## 歴史
この自治体の由来は、1551年に燃料とするための泥炭を採掘するため、3人の領主によって作られた集落を基礎としている。自治体の名前であるheerは領主、veenは泥炭という意味である。この街は都市権を得たことがないことから、フリースラントの基礎となった11都市には数えられないが、現在ではフリースラント州の中では大きな都市のうちの一つに数えられる。

## 行政
ヘーレンフェーン基礎自治体の主な地区（2006年1月1日現在の人口順）は次の通りである。
| オランダ語     | フリジア語      | 人口   |
| Heerenveen     | It Hearrenfean  | 28.475 |
| Jubbega        | Jobbegea        | 3.359  |
| De Knijpe      | De Knipe        | 1.496  |
| Oudeschoot     | Aldskoat        | 1.484  |
| Nieuwehorne    | Nijhoarne       | 1.472  |
| Oranjewoud     | Oranjewâld      | 1.062  |
| Oudehorne      | Aldehoarne      | 865    |
| Hoornsterzwaag | Hoarnstersweach | 832    |
| Tjalleberd     | Tsjalbert       | 737    |
| Mildam         | Mildaam         | 724    |
| Katlijk        | Ketlik          | 635    |
| Bontebok       | Bontebok        | 445    |
| Luinjeberd     | Lúnbert         | 436    |
| Terband        | Terbant         | 298    |
| Gersloot       | Gersleat        | 292    |
| Nieuweschoot   | Nijskoat        | 145    |

※CBS統計による。Jubbega地区人口はSchuregaも含んだ人口。

## 交通
道路
北ホラント州のザーンダムとドイツ国境のライデルラントを結ぶ高速道路A7と、レーワルデンとドレンテ州のメッペルを結ぶ高速道路A32が自治体を通過している。
鉄道
オランダ鉄道のヘーレンフェーン駅は、レーワルデンとアムステルダムを結ぶ鉄道幹線の駅であり、レーワルデン行きインターシティが1時間に2本、ロッテルダム（またはアムステルダム・スキポール空港）行きインターシティが1時間に2本停車する。アムステルダム南駅へは所要時間2時間10分程度である。

## 出身者
- ウィム・ドイセンベルク：1935年～2005年。欧州中央銀行初代総裁。
- ゲルハルダス・ヴォス：1862年～1949年。カルヴァン主義の神学者で、古プリンストン神学の傑出した代表的神学者。
- スベン・クラマー：1986年～。スピードスケート選手。
- ヤコブ・デ・ハーン：1959年～。作曲家。
- ヨス・ホーイフェルト：1983年～。サッカー選手。

## 姉妹都市
- リション・レジオン （イスラエル）

## スポーツ
- SCヘーレンフェーン：オランダ1部リーグのエールディヴィジ所属のサッカークラブ。ホームスタジアムはアベ・レンストラ・スタディオン。
- ティアルフスピードスケートリンク - 世界で初めて400m屋内トラックを保有したスケートリンクのうちの一つ。